# Sim Simons
Sim Simons (Hoboken, 30 maart 1939 – Antwerpen, 20 maart 2007) was een Belgische radiopresentator en radioprogrammaker voor de BRT-zenders Radio 1 en Radio 3; ook was hij jazzjournalist.

## Loopbaan
Van 1968 tot 1999 stelde hij jazzprogramma's samen en presenteerde ze ook. Zijn programma heette "Jazz voor de jeugd" (bij de BRT) en later "Jazzimut" (bij de VRT). Zijn laatste programma was een reeks over Canonball Adderley, die hij na de derde aflevering wegens ziekte moest stoppen. Zijn inspiratie haalde hij uit zijn zeer omvangrijke collectie van allerlei wetenswaardigheden over beroemde personen uit de wereld van de jazz, net als in Nederland Michiel de Ruyter deed.
Simons' specialisme was Duke Ellington. Het programma "Duke's place" werd daarom Simons' grootste succes.
In 2005 ontving Sim Simons de Muse-onderscheiding van Sabam, de Belgische auteursrechtenorganisatie. In 2005 ontving hij als jazzjournalist een van de vijf Golden Django-prijzen.
Naast radioprogrammamaker schreef hij in de jazztijdschriften "Jazzmozaïek", "Swingtime", "Doctor Jazz" en "Jazz'halo". Ook presenteerde hij jazzconcerten en - festivals, zoals Jazz Middelheim.